# Alexander Petrowitsch Kolmakow

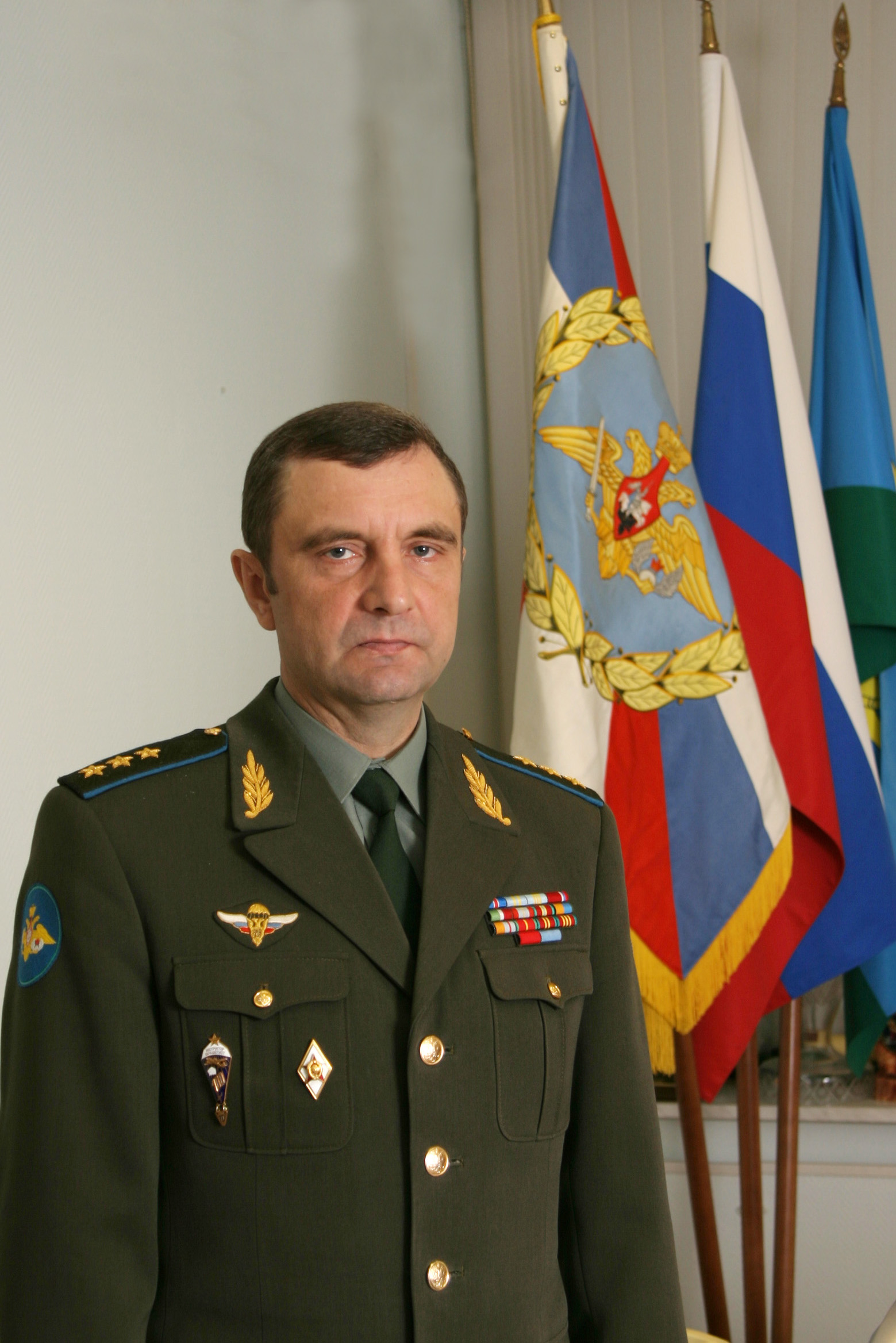
Alexander Kolmakow (2006)

Alexander Petrowitsch Kolmakow (russisch Александр Петрович Колмаков; * 31. Juli 1955 in Kaliningrad bei Moskau) ist ein russischer Offizier.

## Werdegang
Kolmakow absolvierte 1976 die Höhere Luftlande-Kommandoschule in Rjasan, 1985 die Frunse-Militärakademie in Moskau und im Jahr 1995 die Militärakademie des Generalstabes der Streitkräfte der Russischen Föderation.
Im November 2000 wurde er zum stellvertretenden Kommandeur des Fernöstlichen Militärbezirks ernannt.
Von 2003 bis 2007 war Kolmakow als Generaloberst Oberbefehlshaber der russischen Luftlandetruppen. Danach war er bis 2010 Erster Stellvertretender Verteidigungsminister Russlands. Seit 17. Dezember 2014 ist er Vorsitzender der russischen paramilitärischen Organisation DOSAAF.